# Live from New Zealand
En live-inspelning från en konsert på Nya Zeeland från år 2005. Och en DVD om Hayley Westenra. Konsert av Hayley Westenra och med Hayley Westenra.